# Chicago Rhythm Kings
I Chicago Rhythm Kings era il nome con cui venivano emesse le registrazioni di diversi gruppi jazz.

## Storia di un marchio
Il primo di questi gruppi era un ottetto jazz composto dal cantante Red McKenzie, dal cornettista Muggsy Spanier, dal sassofonista Frank Teschemacher, dal chitarrista Eddie Condon, dal clarinettista Mezz Mezzrow, dal  pianista Joe Sullivan, dal batterista Gene Krupa e dal bassista e tubista Jim Lanigan. Questo gruppo, che registrò anche sotto il nome di Jungle Kings, pubblicò un disco del 1928 per la Brunswick Records come Chicago Rhythm Kings che eseguendo "There’ll Be Some Changes Made" di Benton Overstreet e "I Found a New Baby" di Jack Palmer e Spencer Williams.

## Provenienza di alcuni membri
Diversi membri di questa prima band dei Chicago Rhythm Kings, tra cui Condon, Sullivan e Krupa, suonarono insieme anche in un altro gruppo di registrazione, i Rhythmakers. I Rhythmakers fecero diverse registrazioni nel 1932 a New York per la Columbia Records, che furono successivamente ristampate su Parlophone Records e Polydor Records sotto lo pseudonimo di Chicago Rhythm Kings.
Nel 1936 anche Tom Berwick e la sua Ritz-Carlton Orchestra usarono il Chicago Rhythm King come pseudonimo per un disco che fecero per la Bluebird Records.

## Un altro omonimo gruppo
Nel 1940 la Signature Records pubblicò un album con un'altra band dei Chicago Rhythm Kings composta dal trombettista Marty Marsala, dal clarinettista e sassofonista Rod Cless, dal chitarrista Jack Goss, dal pianista Art Hodes e dal bassista Earl Murphy. Nello stesso anno anche il batterista George Wettling pubblicò anche musica con i "George Wettling’s Chicago Rhythm Kings" per la Decca Records.

## Attualmente
Attualmente Bob Schulz e i suoi Chicago Rhythm Kings sono attivi sia in performance che nei dischi.